# All Boro Kings (альбом)
All Boro Kings — дебютный студийный альбом группы Dog Eat Dog, вышедший в 1994 году. Диск разошёлся тиражом в более чем 600 000 копий. Альбом содержит наиболее известную песню группы — «No Fronts».

## Список композиций
Все песни написаны группой Dog Eat Dog.
1. «If These Are The Good Times» – 3:08
2. «Think» – 3:07
3. «No Fronts» – 4:36
4. «Pull My Finger» – 3:34
5. «Who’s The King?» – 3:55
6. «Strip Song» – 2:44
7. «Queen» – 2:24
8. «In The Doghouse» – 5:49
9. «Funnel King» – 2:41
10. «What Comes Around» – 3:22

## Бонус-треки
| №   | Название                                   | Музыка      | Длительность |
| --- | ------------------------------------------ | ----------- | ------------ |
| 11. | ««No Fronts (Jam Master Jay's Main Edit)»» | Dog Eat Dog | 2:21         |

## Позиции альбома в музыкальных чартах
| Страна     | Позиция | Количество недель проведённых в чарте |
| ---------- | ------- | ------------------------------------- |
| Австрия    | 21      | 16                                    |
| Бельгия    | 16      | 23                                    |
| Нидерланды | 17      | 26                                    |
| Швейцария  | 17      | 10                                    |

## Участники записи
- Джон Коннор — вокал
- Дэн Настаси — гитара, вокал
- Дэйв Нибор — бас-гитара, вокал
- Шон Килкенни — гитара, вокал
- Дэвид Мэлтби — барабаны